# Rafael Ramírez (Politiker)

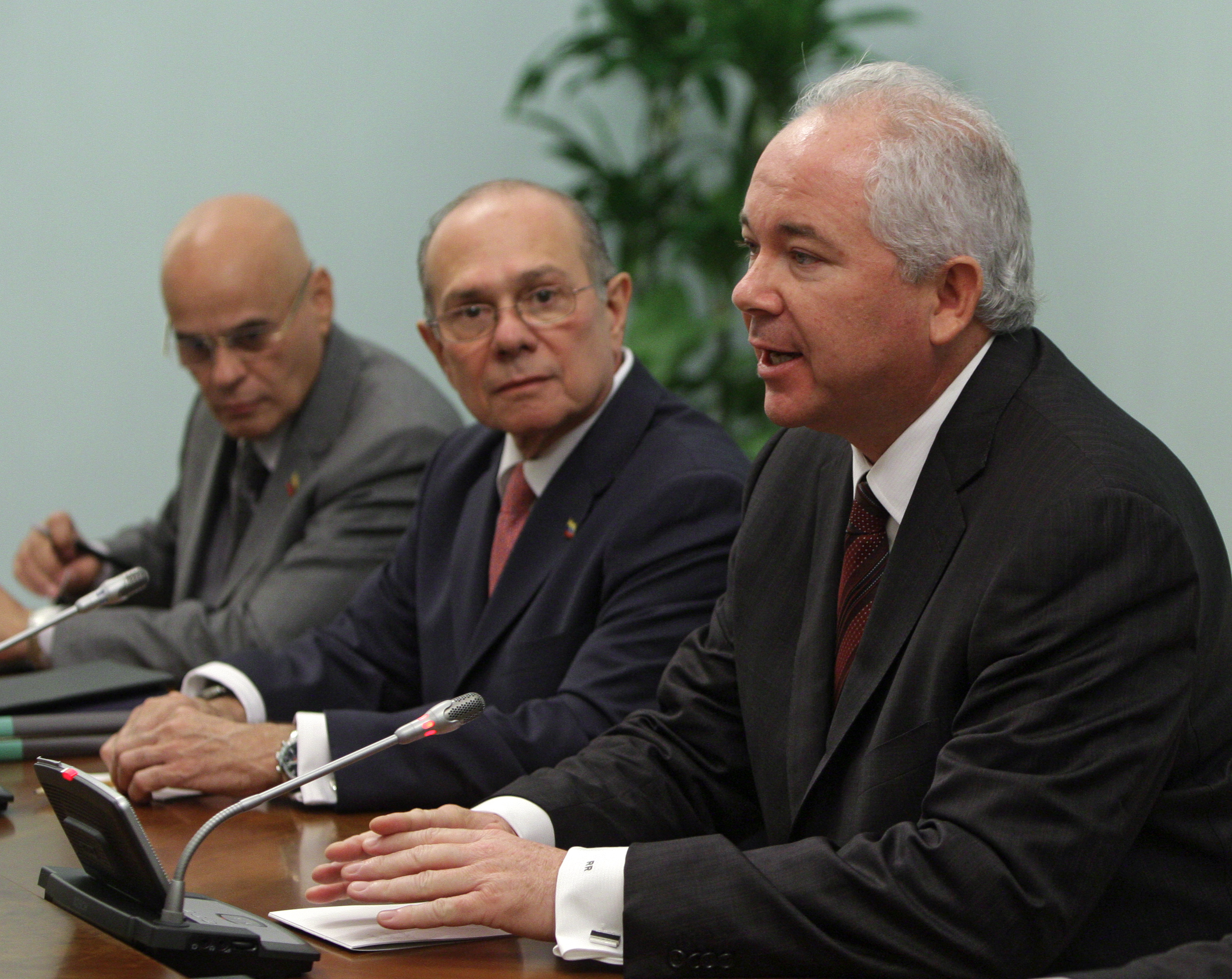
Rafael Ramirez (rechts)

Rafael Darío Ramírez Carreño (* 4. August 1963 in Pampán, Bundesstaat Trujillo) ist ein venezolanischer Manager, Politiker der  Vereinigten Sozialistische Partei Venezuelas (PSUV) und Diplomat.

## Leben
Ramírez begann nach dem Schulbesuch ein Maschinenbaustudium an der Universidad de los Andes, das er mit einem Bachelor beendete. Ein postgraduales Studium im Fach Energiewissenschaft an der Universidad Central de Venezuela in Caracas schloss er mit einem Master ab. Danach war er als Manager in der Energiewirtschaft tätig und 2000 Gründungspräsident des Energieunternehmens Ente Nacional del Gas (ENAGAS), das für die Entwicklung und Verwaltung des nationalen Plans für den Verbrauch von Erdgas verantwortlich ist.
Der zur PSUV gehörende Ramírez wurde im Juli 2002 von Staatspräsident Hugo Chávez als Minister für Energie und Bergbau in dessen Regierung berufen und bekleidete dieses Amt bis zum 1. September 2014, wobei er von 2005 bis 2011 den Titel als Minister für Energie und Erdöl sowie zuletzt zwischen 2011 und 2014 den als Minister für Erdöl und Bergbau (Ministro del Poder Popular de Petróleo y Minería) führte. Zugleich löste er am 20. November 2004 Alí Rodríguez Araque als Präsident der staatlichen Erdölgesellschaft Petróleos de Venezuela (PDVSA) ab und bekleidete dieses Amt bis zu seiner Ablösung durch Eulogio del Pino am 1. September 2014. Daneben fungierte er zwischen 2005 und 2014 als Präsident von Petrocaribe, ein im Juni 2005 geschlossenes Abkommen über Erdöllieferungen zum Vorzugspreis von Venezuela an einige Karibikstaaten.
Ramírez war des Weiteren zwischen 2009 und 2013 Vizepräsident des Ministerrates für territoriale Entwicklung und fungierte 2010 auch als Vizepräsident des Ministerrates der Organisation erdölexportierender Länder (OPEC). Nach dem Tode von Staatspräsident Chávez am 5. März 2013 wurde er unter dessen Nachfolger Nicolás Maduro Vizepräsident des Ministerrates für den Bereich Wirtschaft. Anschließend bekleidete er als Nachfolger von Elías Jaua vom 2. September bis 26. Dezember 2014 die Posten als Vizepräsident des Ministerrates für politische Souveränität und Außenminister (Ministro del Poder Popular para Relaciones Exteriores). Daraufhin wurde er am 26. Dezember 2014 in der Funktion des Vizepräsidenten von Carmen Meléndez sowie als Außenminister von Delcy Rodríguez abgelöst.
Am 16. Januar 2015 übergab Ramírez sein Beglaubigungsschreiben als Ständiger Vertreter bei den Vereinten Nationen. Darüber hinaus wurde er am 31. Mai 2017 zum Vorsitzenden des Ausschusses für besondere politische Fragen und Entkolonialisierung (Hauptausschuss 4) der UN-Generalversammlung gewählt.
Inzwischen hat sich Ramirez mit den in Caracas herrschenden Eliten überworfen und bringt sich als Nachfolger für einen möglichen Neuaufbau bei den Sozialisten in einer Ära nach Maduro und Diosdado Cabello ins Gespräch.